# Алексей Грейг
Алексей Самуилович Грейг е руски военноморски офицер, адмирал (от 1828 година).
Син на преминалия на руска служба шотландски капитан Самюел Грейг. Изучава морско дело във Великобритания. Воюва в нейния флот срещу французи и испанци през 1789 – 1792 година. По-късно се завръща в Русия, като капитан първи ранг участва в експедиция до Холандия през 1799. Четири години по-късно получава първото самостоятелно командване на кораб, а през 1804 – 1806 води ескадра срещу Наполеон в Далмация и Неапол. През 1807, по време на руско-турската война от 1806 – 1812, взема участие (с чин контраадмирал) във военноморските операции срещу Османската империя в Егейско море, а след 1809 – в Черно море.
През 1813 Грейг служи в Балтийско море. За участието си в блокадата на Данциг получава званието вицеадмирал. Две години по-късно е назначен начело на Черноморския флот и базата Севастопол. Ръководи военноморските операции в следващата война с османците, при превземането на Анапа (където е произведен в адмирал) и обсадата на Варна през 1828 година. От 1833 е член на Държавния съвет на Руската империя.